# Alcohol is Free
Alcohol is Free é uma canção do grupo Koza Mostra e do cantor Agathonas Iakovidis. Eles representaram a Grécia no Festival Eurovisão da Canção 2013 na segunda semi-final, terminando em 2º lugar com 121 pontos, conseguindo passar à final onde ficou em 6º lugar com 152 pontos.
Foi composta como uma mistura de estilos musicais ska, punk e rebetiko. O refrão da música é cantado em inglês, enquanto o resto é em grego. Foi apresentada no Eurovision com os artistas vestindo kilts. A música também incluía uma série de alusões à crise da dívida do governo grego e um sentimento de sofrimento como resultado disso.